# الخريف في نيويورك (فلم)
أوتم إين نيويورك (بالإنجليزية: Autumn in New York ويعني بالعربية: خريف في نيويورك) هو فيلم رومانسي/درامي من إخراج جوان تشين وبطولة ريتشارد جير، وينونا رايدر، وأنتوني لاباجيلا وراشيل نيكولز.

## وصلات خارجية
- مقالات تستعمل روابط فنية بلا صلة مع ويكي بيانات